# Rhemaxos
Rhemaxos a fost un rege get care stăpânea un teritoriu la stânga Dunării în secolul al III-lea î.Hr. și care era protectorul coloniilor grecești de pe litoralul Mării Negre. Totodată, în secolul al II-lea I.Hr. acesta ajuta cetatea grecească Histria împotriva tracilor conduși de Zoltes. S-a pus problema, unde se afla uniunea tribală a lui Rhemaxos și care era originea acestui conducător. Dionisie M. Pippidi îl consideră pe Rhemaxos get, pe când Ioan I. Russu, punând accentul pe aspectul filologic, argumentează caracterul scitic al uniunii de triburi condusă de Rhemaxos și o localizează la nord de gurile Dunării. Constantin Daicoviciu propune, până la descoperirea unor documente noi, localizarea în stânga Dunării (în Basarabia, sudul Moldovei sau Muntenia) ori chiar în dreapta Dunării iar din punct de vedere etnic triburile peste care domnea Rhemaxos puteau fi getice, scitice sau eterogene. ne comunică că regele get Rhemaxos stăpânea pe malul stâng al Dunării poate până în Muntenia, Moldova și Bugeac dar își întindea autoritatea și asupra cetăților pontice care îi plăteau tribut, apărându-le de scitul Zoltes cu 100 de călăreți mai apoi prin intermediul intervenției fiului regelui Rhemaxos, Phradmon, cu 600 de călăreți.
,,Rhemaxos, care domnea în regiunea Carpaților, era protectorul cetăților grecești de pe țărmul Mări Negre.Fenomenul explicabil prin legătura firească a diferitelor provincii dacice între ele, nu este izolat, căci  și în timpurile străvechi, cetățile grecești de pe litoral depindeau de regii geți din interiorul țării.<<Orașul Callatis și altele de-a lungul coastei, au fost în mare măsură aservite regilor traco-sciți din interior>>"